# Karen O
Karen O, nome d'arte di Karen Lee Orzołek (Pusan, 22 novembre 1978), è una cantante sudcoreana naturalizzata statunitense.
È la cantante e bandleader del gruppo alternative rock e indie rock statunitense Yeah Yeah Yeahs.

## Biografia
Nata a Busan da madre sudcoreana e padre polacco, è cresciuta nel New Jersey per poi trasferirsi a New York dove ha frequentato la Tisch School of the Arts della New York University.
Vive a Los Angeles, California, nella zona di Silver Lake.
Nel 2004, con lo pseudonimo Marshmellow, dirige il video dei Liars We Fenced Other Gardens with the Bones of Our Own. L'anno seguente dirige il video di Blessed Evening dei Foetus. Sotto il soprannome Kids Whit Canes, invece, ha diretto il video di Hologram World del duo Tiny Masters of Today (2008).
Nel 2007 ha raggiunto la notorietà incidendo con il gruppo musicale Million Dollar Bashers il brano di Bob Dylan Highway 61 Revisited inserito nella colonna sonora I'm Not There.
Nel 2009 realizza la colonna sonora di Nel paese delle creature selvagge di Spike Jonze, con la collaborazione di Bradford Cox dei Deerhunter e degli altri componenti degli Yeah Yeah Yeahs. Nello stesso anno partecipa all'album Embryonic dei Flaming Lips.
Nel 2011 interpreta una cover del brano Immigrant Song dei Led Zeppelin, arrangiata da Trent Reznor e Atticus Ross per i titoli di testa del film thriller Millennium - Uomini che odiano le donne, diretto da David Fincher e seconda trasposizione cinematografica del romanzo omonimo dello scrittore Stieg Larsson. Partecipa anche all'album The Spirit of Apollo (2009) dei N.A.S.A. e inoltre collabora con David Lynch alla prima traccia dell'album "Crazy Clown Time" intitolata Pinky's Dream.
Nel 2012 collabora con il gruppo di musica rock sperimentale Swans ed in particolare nell'album The Seer. Sempre nel 2012 lavora con Santigold per una traccia inserita nel disco Master of My Make-Believe. Inoltre appare nel secondo LP di James Iha, intitolato Look to the Sky.
Nel 2013 la canzone The Moon Song, scritta insieme a Spike Jonze, viene inserita nel film Her e riceve l'anno seguente una nomination ai Premi Oscar 2014 nella categoria migliore canzone originale.
Nel luglio 2014 pubblica il singolo Rapt, che anticipa l'uscita del primo album discografico da solista, Crush Songs, pubblicato nel settembre dello stesso anno dall'etichetta Cult Records, che fa riferimento a Julian Casablancas.
Nel 2017 partecipa a quattro brani presenti nell'album Milano di Daniele Luppi e Parquet Courts.
Nel 2018 pubblica il singolo Yo! My Saint, che è stato realizzato in collaborazione con Michael Kiwanuka.
Nel marzo 2019 pubblica l'album collaborativo Lux Prima, realizzato insieme al musicista Danger Mouse.
Il 22 gennaio 2021 esce l'album di Trztn, contenente la traccia "Hieroglyphs" cantata da  Karen O.

## Discografia

### Solista
Album studio
- 2014 - Crush Songs
- 2019 - Lux Prima

Singoli
- 2014 - Rapt

Altro
- 2009 - Where the Wild Things Are - colonna sonora del film Nel paese delle creature selvagge pubblicata come Karen O & the Kids (DGC - Interscope)